# ラトビアの映画
ラトビアの映画は、初めて短編映画が製作された1910年まで遡ることができる。また1886年5月28日にリガで初めて映画が上映された。
1930年、史上初のラトビアのフィーチャー映画『Lāčplēsis』（Aleksandris Rusteikis 監督）が公開された。また1939年公開の『Zvejnieka dēls』（ヴィリス・ラテニークス監督）はラトビアの古典作品と言われている。
1940年にソ連がラトビアを占領するとヴィリス・ラテニークスは移住し、戦後、彼の息子は撮影監督として国際的に活動し、63作品にクレジットされた。
1953年にスターリンが亡くなると、ソ連の文化政策により自由化が進んだ。映画作家たちはモスクワのGoskinoから資金提供を受け、検閲団体のGlavlitと共産党文化部は、映画の公開を制御していた。
1963年、リガフィルムスタジオは1890平方メートルの映画スタジオを完成させた。